# Ітобаал II
Ітобаал II (фінік. Ito-ba‘al або Eth-ba‘al; д/н — 739 до н. е. або 730 до н. е.) — цар Тіра в 760/750—739/738 роках до н. е. Ім'я перекладається як «Баал з ним». В ассирійських глиняних табличках відомий як Тобаал або Тубаал.

## Життєпис
Походив з династії Ітобаала. Про батьків нічого невідомо. Успадкував трон після Мількірама, що сталося близько 760 або 750 року до н. е. В цей час тір перебував в залежності від Ассирії. Не проводив активної зовнішньої політики, визнавши владу ассирійського царя Тіглатпаласара III, якого 743 або 742 року до н. е. сплатив данину.
Втім, можливо, разом зі сідоном таємно підтримував міста-держави філістимлян та фараонів Єгипту, що були ворогами Ассирії. У зв'язку з цим згадується похід ассирійського війська до Фінікії.
У 739 році до н. е. востаннє згадується в джерелах з приводу плати данини Ассирії. Помер, імовірно, наступного року, але можливо, що це сталося 730 року до н. е. Йому спадкував Хірам II.